# Tour der neuseeländischen Rugby-Union-Nationalmannschaft nach Australien 1938
| Tour der All Blacks nach Australien 1938 | Tour der All Blacks nach Australien 1938 | Tour der All Blacks nach Australien 1938 | Tour der All Blacks nach Australien 1938 | Tour der All Blacks nach Australien 1938 |
| Übersicht                                | S                                        | G                                        | U                                        | N                                        |
| ---------------------------------------- | ---------------------------------------- | ---------------------------------------- | ---------------------------------------- | ---------------------------------------- |
| Test Matches                             | 3                                        | 3                                        | 0                                        | 0                                        |
| Sonstige Spiele                          | 6                                        | 6                                        | 0                                        | 0                                        |
| Gesamt                                   | 9                                        | 9                                        | 0                                        | 0                                        |
|                                          |                                          |                                          |                                          |                                          |
| Australien                               | 3                                        | 3                                        | 0                                        | 0                                        |

Die Tour der neuseeländischen Rugby-Union-Nationalmannschaft nach Australien 1938 umfasste eine Reihe von Freundschaftsspielen der All Blacks, der Nationalmannschaft Neuseelands in der Sportart Rugby Union. Das Team reiste im Juli und August 1938 durch Australien, wobei es neun Spiele bestritt. Dazu gehörten drei Test Matches gegen die Wallabies. Die Neuseeländer entschieden sämtliche Spiele für sich und verteidigten den Bledisloe Cup.

## Spielplan
- Hintergrundfarbe grün = Sieg

(Test Matches sind grau unterlegt; Ergebnisse aus der Sicht Neuseelands)
| # | Datum           | Gegner                       | Ort                         | Stadion                 | Ergebnis |
| - | --------------- | ---------------------------- | --------------------------- | ----------------------- | -------- |
| 1 | 16. Juli 1938   | New South Wales Waratahs     | Sydney                      | Sydney Cricket Ground   | 28:8     |
| 2 | 20. Juli 1938   | Combined Western Districts   | Wellington, New South Wales | Bell Road Ground        | 31:0     |
| 3 | 23. Juli 1938   | Australien                   | Sydney                      | Sydney Cricket Ground   | 24:9     |
| 4 | 27. Juli 1938   | City of Newcastle            | Newcastle                   | Newcastle Sports Ground | 39:16    |
| 5 | 30. Juli 1938   | Queensland Reds              | Brisbane                    | Exhibition Ground       | 30:9     |
| 6 | 03. August 1938 | Darling Downs                | Toowoomba                   | Athletic Oval           | 36:6     |
| 7 | 06. August 1938 | Australien                   | Brisbane                    | Brisbane Showgrounds    | 20:14    |
| 8 | 10. August 1934 | Australian Capital Territory | Canberra                    | Manuka Oval             | 57:5     |
| 9 | 13. August 1938 | Australien                   | Sydney                      | Sydney Cricket Ground   | 14:6     |

## Test Matches
| 23. Juli 1938 | Australien                 | 9 : 24        | Neuseeland                                                                            | Sydney Cricket Ground, Sydney Zuschauer: 32.000 Schiedsrichter: William Chapman (Australien) |
| 23. Juli 1938 | Straftritte: Carpenter (3) | (3:8) Bericht | Versuche: Parkhill Saxton (2) Sullivan Erhöhungen: Taylor (3) Straftritte: Taylor (2) | Sydney Cricket Ground, Sydney Zuschauer: 32.000 Schiedsrichter: William Chapman (Australien) |

Aufstellungen:
- Australien: Edward Bonis, Maxwell Carpenter, Edwin Hayes, Aubrey Hodgson, Jack Howard, Frank Hutchinson, Russell Kelly, Frederick Kerr, Llewellyn Lewis, Boyd Oxlade, Mackenzie Ramsay, Ronald Rankin, Vivian Richards, Gordon Stone, Vayro Wilson
- Neuseeland: Trevor Berghan, Albert Bowman, Douglas Dalton, Leslie George, Ronald King, Roderick MacKenzie, Harold Milliken, Neville Mitchell , Thomas Morrison, Allan Parkhill, Bill Phillips, Charles Quaid, Charles Saxton, Jack Sullivan, Jack Taylor

| 6. August 1938 | Australien                                                                   | 14 : 20        | Neuseeland                                                                             | Exhibition Ground, Brisbane Zuschauer: 13.000 Schiedsrichter: Percy Barnes (Australien) |
| 6. August 1938 | Versuche: Carpenter (2) Collins Erhöhungen: Carpenter Straftritte: Carpenter | (3:13) Bericht | Versuche: Bowman Milliken Mitchell Phillips Erhöhungen: Taylor (2) Dropgoals: Morrison | Exhibition Ground, Brisbane Zuschauer: 13.000 Schiedsrichter: Percy Barnes (Australien) |

Aufstellungen:
- Australien: Maxwell Carpenter, Paul Collins, Edwin Hayes, Aubrey Hodgson, Jack Howard, Winston Ide, Russell Kelly, Clifford Lang, John McDonald, Bill Monti, Boyd Oxlade, Cecil Ramalli, Ronald Rankin, Albert Stone, Vayro Wilson
- Neuseeland: Albert Bowman, Trevor Berghan, Douglas Dalton, Leslie George, Ronald King, Roderick MacKenzie, Harold Milliken, Neville Mitchell , Thomas Morrison, Allan Parkhill, Bill Phillips, Charles Quaid, Charles Saxton, Jack Sullivan, Jack Taylor

| 13. August 1938 | Australien                          | 6 : 14        | Neuseeland                                                         | Sydney Cricket Ground, Sydney Zuschauer: 20.000 Schiedsrichter: Bill Chapman (Australien) |
| 13. August 1938 | Versuche: Ramsay Straftritte: Hayes | (3:6) Bericht | Versuche: Bowman Saxton Erhöhungen: Taylor Straftritte: Taylor (2) | Sydney Cricket Ground, Sydney Zuschauer: 20.000 Schiedsrichter: Bill Chapman (Australien) |

Aufstellungen:
- Australien: Michael Clifford, Paul Collins, Edwin Hayes, Aubrey Hodgson, Frank Hutchinson, Winston Ide, Jack Kelaher, Clifford Lang, John McDonald, Frank O’Brien, Boyd Oxlade, Cecil Ramalli, Mackenzie Ramsay, Albert Stone, Vayro Wilson
- Neuseeland: Trevor Berghan, Albert Bowman, John Dick, Leslie George, Jack Griffiths, Everard Jackson, Ronald King, Arthur Lambourn, Roderick MacKenzie , Harold Milliken, Thomas Morrison, Allan Parkhill, Charles Saxton, Jack Sullivan, Jack Taylor